# Termonatrit
Termonatrit je naravni kristalni natrijev karbonat monohidrat s kemijsko formulo Na2CO3•H2O.
Mineral so prvič opisali leta 1845. Njegovo ime je sestavljeno iz grškega  izraza  θερμός [thermós] – toplota in natron, ker lahko nastane z dehidracijo natrona.
Značilna nahajališča termonatrita so dna izsušenih slanih jezer in zemeljske inkrustacije. Našli so ga tudi ob vulkanskih fumarolah in karbonatitnih žilah. Pogosti spremljajoči minerali so trona, natron in halit. 